# Greta Van Susteren
Greta Conway Van Susteren, född 11 juni 1954 i Appleton, Wisconsin, USA, är en amerikansk jurist och TV-programledare.

## Biografi
Van Susteren är dotter till Urban Van Susteren, av holländsk härkomst. Hennes mor, född Margery (Conway), var hemmafru och av irländsk härkomst. Van Susteren far var gammal vän till den senare amerikanske senatorn Joseph McCarthy.
Van Susteren avlade examen vid Xavier High School i Appleton 1972 och University of Wisconsin-Madison 1976, där hon studerade geografi och ekonomi. Hon avlade senare juris doktorsexamen vid Georgetown University Law Center 1979 och före starten av sitt TV-arbete återvände hon till Georgetown Law som adjungerad fakultetsmedlem vid sidan av sin juristkarriär. Hon utnämndes senare till hedersdoktor i juridik vid Stetson Law School.
Hon är tillsammans med sin make medlem i scientologikyrkan.

## Karriär
Under täckningen av mordrättegången mot O.J. Simpson, förekom Van Susteren regelbundet på CNN som juridisk analytiker. Detta ledde till att hon under den tiden endast sparsamt medverkade i CNN:s Burden of Proof and The Point. Hon gjorde också ett särskilt kändisgästspel på Cartoon Network i Space Ghost Coast to Coast 1998.
År 2002, flyttade Van Susteren till Fox News Channel efter ett uppmärksammat upphandlings- och budgivningskrig. Hon var där värd för aktuella frågor i On the Record w/ Greta Van Susteren.
Som tidigare försvarsadvokat och civilrättsjurist, medverkade hon som juridisk analytiker på CNN i Burden of Proof med Roger Kosack 1994–2002, där hon spelade försvarsadvokat och Kosack åklagare. Den 6 september 2016 avgick hon från Fox News.
År 2016 har Van Suteren listats som den 94:e mäktigaste kvinnan i världen av tidskriften Forbes.
Van Susteren lämnade Fox News 2016. Under en kort period 2017 arbetade hon för MSNBC. Sedan 2022 är hon programledare för The Record with Greta van Susteren på Newsmax TV.